# Krstarenje rekom
Krstarenje rekom je putovanje duž unutrašnjih plovnih puteva, sa stanicama na više luka uz put. Budući da gradovi uglavnom rastu oko reka, rečni brodovi često staju u centre tih gradova.

## Opis

### Dnevna krstarenja rekom
Dnevna krstarenja su izleti u rasponu od 30 minuta do punog dana. Brodovi mogu prevoziti od 10 do nekoliko hiljada ljudi. Takva krstarenja se obično odvijaju u gradovima kroz čiji centar teče reka (npr. Amsterdam, Bangkok, London, Pariz) ili područja prirodnih lepota kao što su reke Drina, Hadson, Rajna i Temza.

### Rečna krstarenja
Rečni brodovi sa ugostiteljskim objektima nude duža krstarenja.
Prema rečima Daglasa Varda, ”Krstarenje rekom predstavlja život u sporoj traci, ploveći laganim tempom, upijajući krajolik, s obiljem mogućnosti za istraživanje gradova na uz reke. To je krajnje smirujuće iskustvo, protivotrov za pritiske života brzog sveta, u okruženju koje je udobno, a da ne bude nemirno ili pretenciozno, sa dobrom hranom i prijatnim društvom.”